# Lantani
El lantani o lantà és un element químic de símbol La, de nombre atòmic 57 i de pes atòmic 138,90547. És un metall tou, dúctil, de color blanc platejat, que s'oxida lentament quan s'exposa a l'aire i és prou tou com per tallar-lo amb un ganivet. És l'element que dona nom a la sèrie dels lantanoides, un grup de 14 elements similars que segueixen al lantani fins al luteci a la taula periòdica. També es considera el primer element dels metalls de transició del sisè període, el què el situaria en el grup 3, tot i que de vegades el luteci se situa en aquesta posició. L'estat d'oxidació habitual és +3. El lantani no té un paper biològic en els humans, però és essencial per a alguns bacteris. No és especialment tòxic per als humans, però presenta alguna activitat antimicrobiana.
El lantani sol obtenir-se juntament amb el ceri i els altres lantanoides. El químic suec Carl Gustav Mosander el descobrí el 1839 com a impuresa del nitrat de ceri, d'aquí el nom lantani, del grec antic λανθάνειν, lanthánein, que significa "estar amagat". És el 28è element més abundant a l'escorça de la Terra, gairebé tres vegades més abundant que el plom. En minerals com el monazita i la bastnäsita, el lantani compon aproximadament una quarta part del contingut de lantanoides. S'extreu d'aquests minerals per un procés de tanta complexitat que el lantani pur no fou aïllat fins al 1923.
Els compostos de lantani tenen nombroses aplicacions com a catalitzadors, additius de vidres, llums d'arc de carboni per a llums i projectors d'estudi, elements d'encesa en encenedors i torxes, càtodes d'electrons, escintiladors, elèctrodes GTAW i altres. El carbonat de lantani s'utilitza com a aglutinant de fosfats en casos d'insuficiència renal.

## Història
El 1751, el mineralòleg suec Axel Fredrik Cronstedt descobrí un mineral pesat de la mina Bastnäs, Riddarhyttan, Comtat de Västmanland, Suècia, que més tard fou anomenat cerita. Trenta anys després, el fill de quinze anys de la família propietària de la mina, Vilhelm Hisinger, envià una mostra a Carl Wilhelm Scheele, que no hi trobà cap nou element. El 1803 Hisinger envià una nova mostra a Jöns Jacob Berzelius el qual aïllà un nou òxid que anomenà ceria, del planeta nan Ceres, que havia estat descobert dos anys abans. A Alemanya també fou aïllat per Martin Heinrich Klaproth. Entre el 1839 i el 1843, el cirurgià i químic suec Carl Gustaf Mosander, que vivia a la mateixa casa que Berzelius, demostrà que la cèria era una barreja d'òxids, que anomenà lantana i didímia. Descompongué parcialment una mostra de nitrat de ceri torrant-lo a l'aire i després tractant l'òxid resultant amb àcid nítric diluït. Atès que les propietats de lantani diferien lleugerament de les de ceri, es produïen juntament amb les seves sals, l'anomenà a partir del grec antic λανθάνειν, lanthanein, amagat. Tanmateix el lantani pur no fou aïllat per primera vegada fins al 1923.

## Estat natural i obtenció

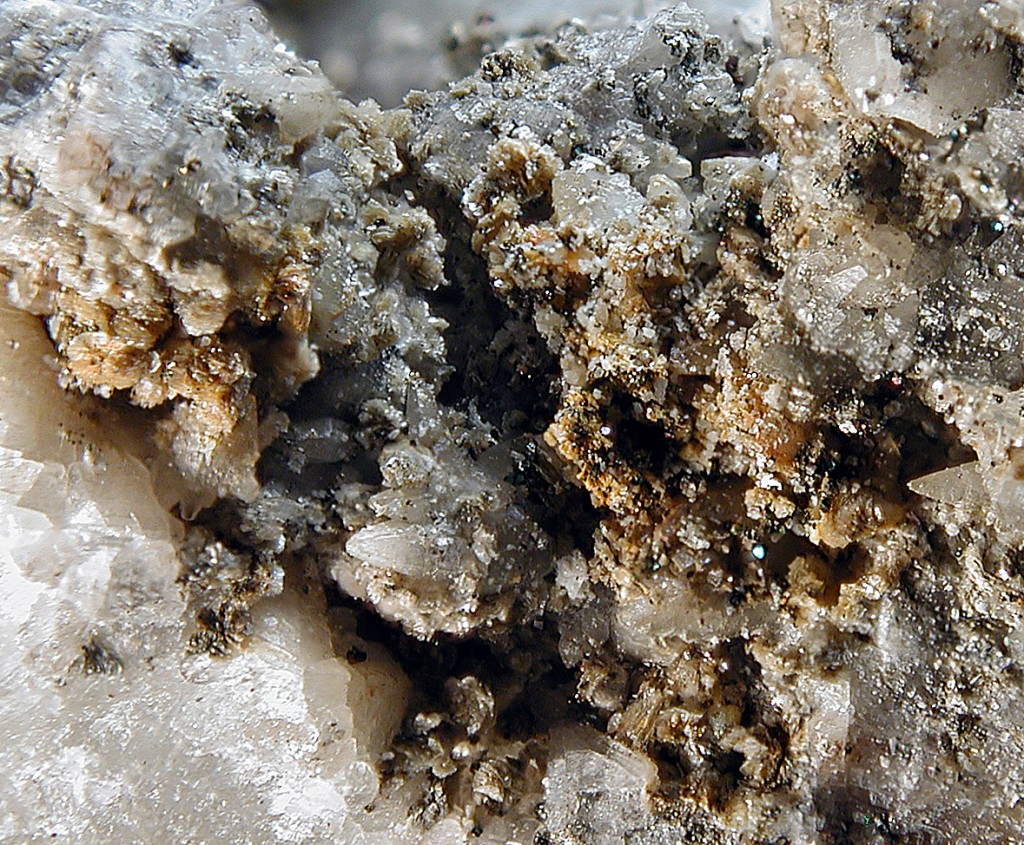
Bastnäsita-(La)

A la natura al lantani se'l troba al molts minerals: hidroxilbastnäsita-(La) 64,33 %, fluocerita-(La) 63,78 %, bastnäsita-(La) 63,74 %, rabdofana-(La) 41,31 %, törnebohmita-(La) 41,13 %, lantanita-(La) 34,58 %, monazita-(La) 28,95 %, etc. Els més importants des del punt de vista industrial són els del grup de la monazita i els del grup de la bastnäsita.
El lantani es concentra comercialment mitjançant la cristal·lització de nitrat d'amoni i lantani {\displaystyle {\ce {La(NO3)3*2NH4NO3*4H2O}}}. Quan es vol una alta puresa, s'utilitzen mètodes de bescanvi iònic i d'extracció. El metall es prepara mitjançant electròlisi d'halurs anhidres fusos o mitjançant reducció metalotèrmica dels seus halurs mitjançant metalls alcalins o alcalinoterris (per exemple, reducció del clorur de lantani amb liti).
{\displaystyle {\ce {LaCl3 + 3 Li -> La + 3 LiCl}}}

## Propietats

### Propietats físiques
El lantani és l'element prototip de la sèrie dels lantanoides (elements semblants al lantani). Es considera sovint com un element del grup 3, juntament amb l'escandi i l'itri, més lleugers, i l'actini més pesant. Els 57 electrons d'un àtom de lantani estan disposats en la configuració electrònica [Xe] 5d¹6s², amb tres electrons de valència, com a l'escandi, l'itri i l'actini. En les reaccions químiques, el lantà gairebé sempre perd aquests tres electrons de valència aconseguint la configuració estable del xenó, gas noble, i quedant amb l'estat d'oxidació +3. Tanmateix s'han descrit alguns compostos de lantani(2+), però són molt menys estables.
Com la majoria dels lantanoides té una estructura cristal·lina hexagonal d'empaquetat doble a temperatura ambient (fase α). A 310 °C canvia a una estructura cúbica centrada a la cara (fase β) i a 865 °C, canvia a una estructura cúbica centrada en el cos (fase γ).
Entre els lantanoides, el lantani és excepcional, ja que no té cap electró 4f; de fet, la contracció sobtada i la disminució de l'energia de l'orbital 4f que és important per a la química dels lantanoides només comença a ocórrer al ceri. Així només és molt dèbilment paramagnètic, a diferència dels lantanoides fortament paramagnètics posteriors (amb les excepcions de l'iterbi i del luteci, on la capa 4f està completament plena). És paramagnètic des de –267 °C fins al seu punt de fusió a 918 °C amb una susceptibilitat magnètica gairebé independent de la temperatura entre –269 i 27 °C. El lantani es superconductor a pressió atmosfèrica per sota de –267,2 °C a la fase β o per sota –268,1 °C en la fase α.
El lantani té el segon punt de fusió més baix entre tots els lantanoides (920 °C), només el ceri el té inferior (795 °C). També és el menys volàtil dels lantanoides. Els lantanoides es fan més durs a mesura que es travessa la sèrie, per la qual cosa el lantani és tou. El lantani té una resistivitat elèctrica relativament alta de 615 nΩ·m a temperatura ambient, semblant a la de l'acer inoxidable que la té de 690 nΩ·m. El millor conductor és l'argent amb només 15,9 nΩ·m.

### Propietats químiques

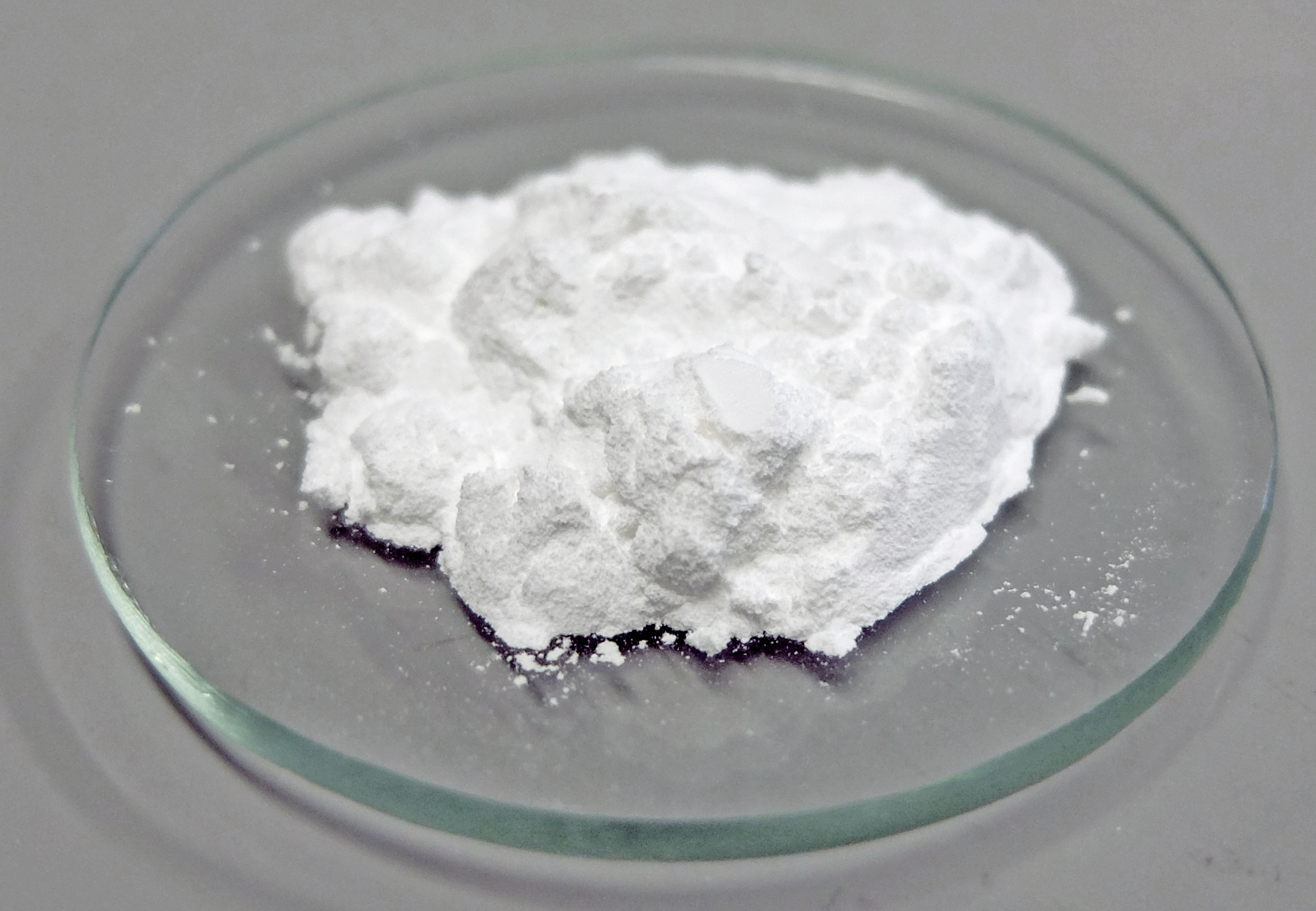
Òxid de lantani La2O3

Tal com cal esperar de les tendències periòdiques, el lantani té el radi atòmic més gran dels lantanoides i del grup 3. Per tant, és el més reactiu entre ells, s'oxida lentament en l'aire i es crema fàcilment per formar òxid de lantani {\displaystyle {\ce {La2O3}}}, que és gairebé tan bàsic com l'òxid de calci.
{\displaystyle {\ce {4 La + 3 O2 -> 2 La2O3}}}
Una mostra de lantani d'una mida d'un centímetre es corroirà completament en un any a mesura que el seu òxid surt com el rovell del ferro, en lloc de formar un recobriment d'òxid protector com l'alumini i els elements del grup 3 més lleugers, l'escandi i l'itri.
El lantani reacciona lentament amb l'aigua per formar hidròxid de lantani {\displaystyle {\ce {La(OH)3}}}:
{\displaystyle {\ce {2 La(s) + 6 H2O(l) -> 2 La(OH)3(aq) + 3 H2(g)}}}
El lantani reacciona amb els halògens a temperatura ambient per formar els trihalurs:

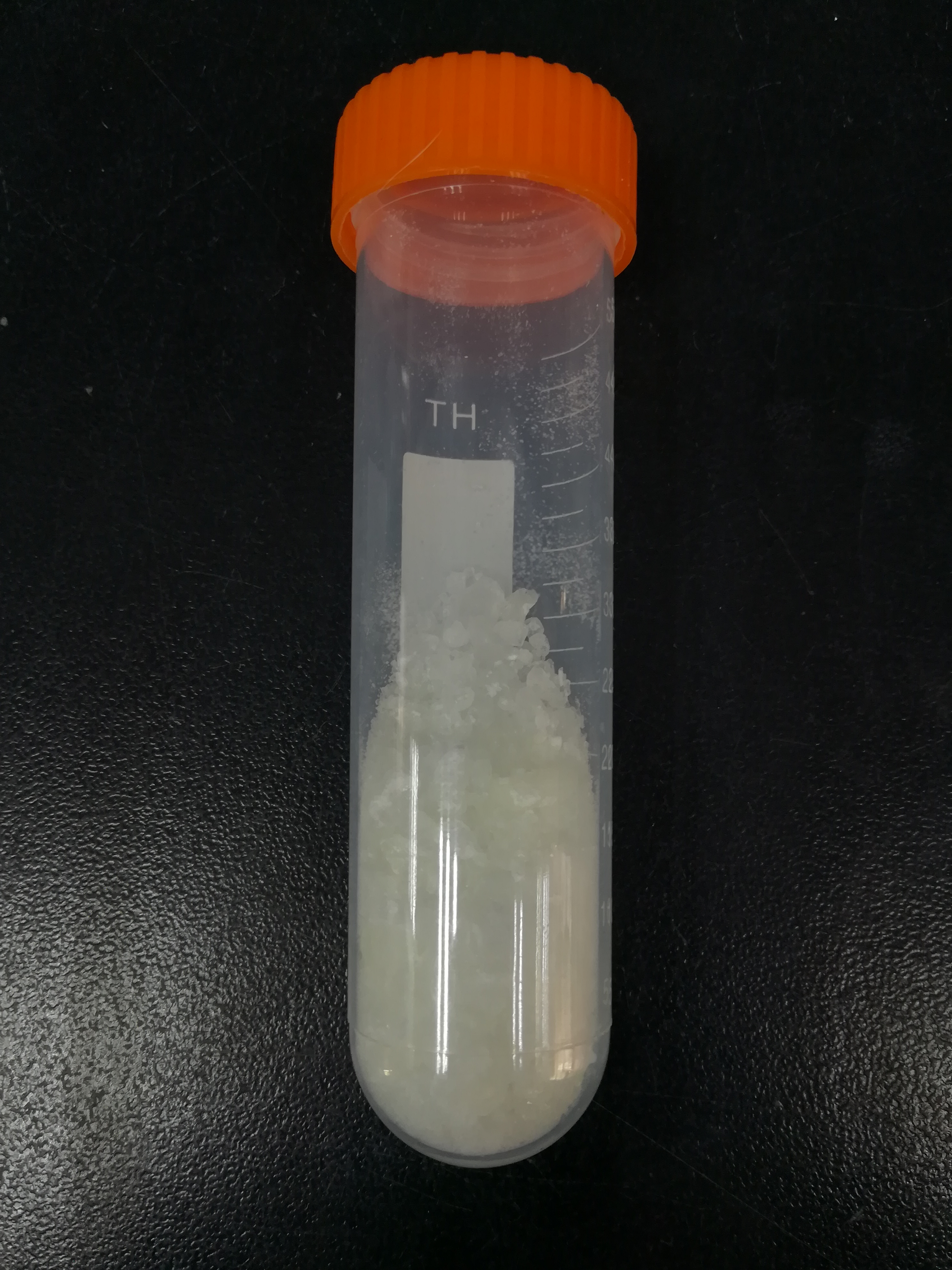
Nitrat de lantani La(NO3)3*6H2O

{\displaystyle {\ce {2 La (s) + 3 F2 (g) -> 2 LaF3 (s)}}}{\displaystyle {\ce {2 La (s) + 3 Cl2 (g) -> 2 LaCl3 (s)}}}{\displaystyle {\ce {2 La (s) + 3 Br2 (g) -> 2 LaBr3 (s)}}}{\displaystyle {\ce {2 La (s) + 3 I2 (g) -> 2 LaI3 (s)}}}
Amb l'àcid sulfúric diluït, el lantani forma fàcilment l'ió tripositiu {\displaystyle {\ce {[La(H2O)9]^3+}}}, incolor en una solució aquosa ja que {\displaystyle {\ce {La^3+}}} no té electrons f. El lantani és la base més forta i dura entre els lantanoides i els elements del grup 3, cosa que es preveu que sigui la més gran d'ells.
Amb l'escalfament es formen compostos binaris quan reacciona el lantani metall amb els no metalls hidrogen, nitrogen, carboni, sofre, bor i silici. S'obté trihidrur de lantani {\displaystyle {\ce {LaH3}}}, nitrur de lantani {\displaystyle {\ce {LaN}}}, dicarbur de lantani {\displaystyle {\ce {LaC2}}}, sulfur de lantani {\displaystyle {\ce {LaS}}}, trisulfur de dilantani {\displaystyle {\ce {La2S3}}}, hexaborur de lantani {\displaystyle {\ce {LaB6}}} i disilicur de lantani {\displaystyle {\ce {LaSi2}}}. Altres compost són el bromat de lantani—aigua(1/9) {\displaystyle {\ce {La(BrO3)3*9H2O}}}, carbonat de lantani —aigua(1/8) {\displaystyle {\ce {La2(CO3)3*8H2O}}}, iodat de lantani {\displaystyle {\ce {La(IO3)3}}}, nitrat de lantani {\displaystyle {\ce {La(NO3)3*6H2O}}}, sulfat de lantani {\displaystyle {\ce {La2(SO4)3}}}, sulfat de lantani—aigua(1/9) {\displaystyle {\ce {La2(SO4)3*9H2O}}}i sulfat de lantani—aigua(1/8) {\displaystyle {\ce {La2(SO4)3*8H2O}}}.

## Isòtops
El lantani natural està format per dos isòtops, l'estable 139La i el primordial radioisòtop 138La. El 139La és, amb molt, el més abundant, constituint el 99,910 % del lantani natural: es produeix en el procés S (captura lenta de neutrons, que es produeix en estrelles de baixa o mitjana massa) i en el procés R (captura ràpida de neutrons, que es produeix a les supernoves en col·lapse central).
El rar isòtop 138La és un dels pocs nuclis primaris imparells, amb una llarga semivida d'1,05×1011 anys. És un dels nuclis rics en protons que no es poden produir en els processos S o R. El 138La es produeix en el procés ν, on els neutrins interactuen amb nuclis estables.
Tots els altres isòtops de lantani són sintètics: a excepció del 137La amb una semivida d'uns 60 000 anys, tots ells tenen una semivida de menys d'un dia i la majoria la tenen de menys d'un minut. Els isòtops 139La i 140La es produeixen com a productes de fissió de l'urani.

## Aplicacions

### Indústria òptica

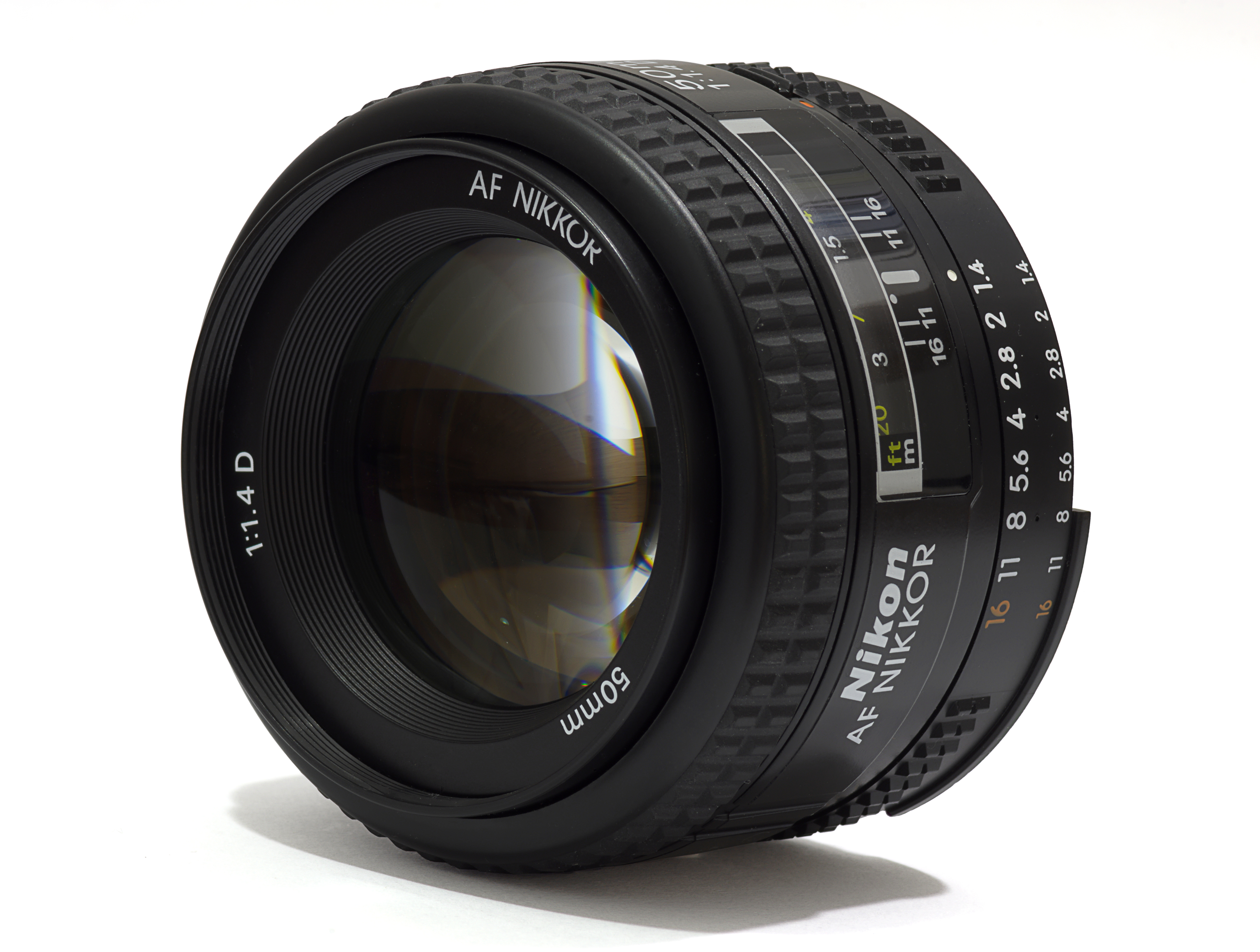
Objectiu de càmera fotogràfica

L'òxid de lantani {\displaystyle {\ce {La2O3}}} millora la resistència alcalina del vidre, per això s'usa en la producció de vidres òptics especials com els cristalls d'absorció d'infrarojos i les lents de les càmeres fotogràfiques i dels microscopis.

### Indústria electrònica

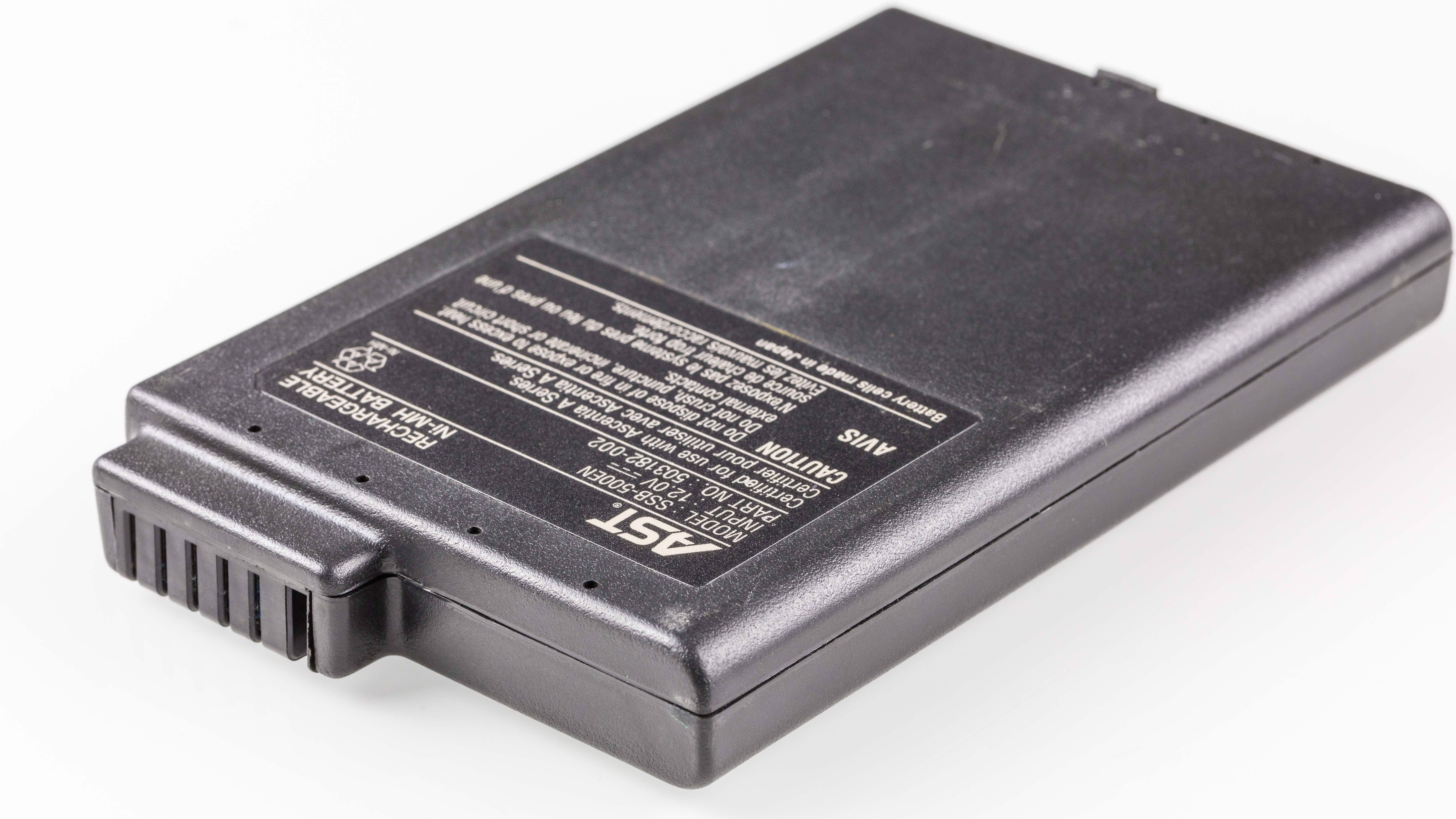
Bateria de Ni-MH

El lantani és un component en forma de {\displaystyle {\ce {La(Ni_{3,6}Mn_{0,4}Al_{0,3}Co_{0,7})}}} dels ànodes de les bateries recarregables de níquel i hidrur metàl·lic (Ni-MH) que s'empren en automòbils híbrids, en ordinadors i en equips electrònics portàtils. S'usa com a catalitzador en les piles de combustible d'hidrogen en els vehicles de nova generació que empren com a combustible hidrogen.
El lantani activat pel terbi i pel tuli és usat com a material fosforescent (fosforòfor) i dona els colors verd i blau a les pantalles de plasma i pantalles de cristall líquid (LCD).

### Medicina
El carbonat de lantani {\displaystyle {\ce {La2(CO3)3}}}s'usa en el tractament de la insuficiència renal i de la hiperfosfatèmia, malaltia provocada per l'excés de fòsfor en la sang.

### Indústria química

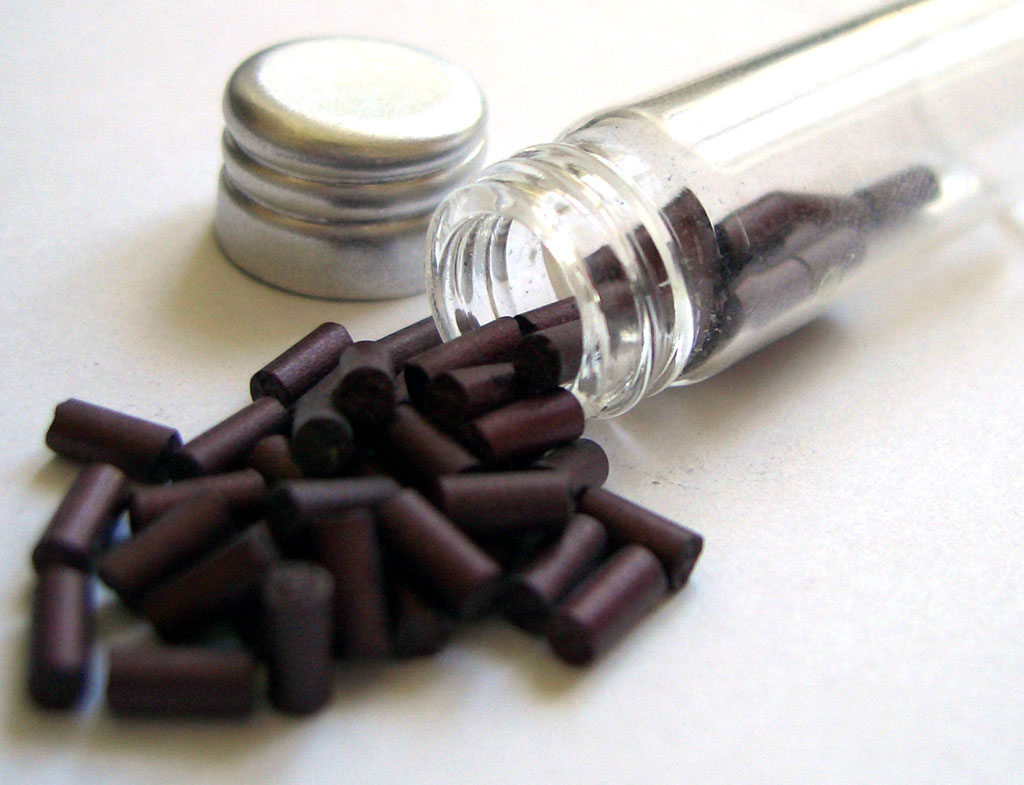
Pedres d'encenedor de ferroceri

En la industria del petroli s'usen composts de lantani (òxids, clorurs,etc.) i d'altres lantanoides com a catalitzadors en el procés del craqueig, que és el trencament de molècules complexes d'hidrocarburs per a obtenir-ne d'altres més simples que converteix el cru dens del petroli en gasoil, benzines i gasos (butà, propà, etcètera).

### Altres camps
El ferroceri, un material de ferro (19 %), ceri (38 %), lantani (22 %), neodimi (4 %), praseodimi (4 %) i magnesi (4 %), s'usa per a fabricar pedres d'encenedor. L'òxid d'itri i el de lantani són els substituts del tori en les camises dels llums de gas, perquè són resistents a la calor i donen una llum molt intensa quan s'escalfen.

## Precaucions
El lantani té un nivell de toxicitat de baix a moderat i s'ha de manejar amb cura. La injecció de solucions de lantani produeix hiperglucèmia, pressió arterial baixa, degeneració de la melsa i alteracions hepàtiques. L'aplicació a la llum d'arc de carboni pot provocar l'exposició de les persones a òxids i fluorurs d'elements de terres rares, que de vegades pot provocar pneumoconiosi. Com que l'ió La3+ té una mida similar a l'ió Ca2+, de vegades s'utilitza com a substitut fàcil de localitzar aquest últim en estudis mèdics. Se sap que el lantani, com els altres lantànids, afecta el metabolisme humà, redueix els nivells de colesterol, la pressió arterial, la gana i el risc de coagulació de la sang. Quan s'injecta al cervell, actua com un analgèsic, de manera semblant a la morfina i altres opiacis, si bé encara es desconeix el mecanisme que hi ha darrere d'això.